# E931 (trasa europejska)
E931 – trasa europejska biegnąca przez Włochy. Zaliczana do tras kategorii B droga łączy Mazara del Vallo z Gela.

## Przebieg trasy
- Mazara del Vallo E90
- Castelvetrano E90
- Agrigento
- Gela E45